# Albert Curvale
 (septembre 2020).
Pour les articles homonymes, voir Curvale.
Albert Henri Curvale, né à Toulouse le 29 décembre 1897 et mort dans la même ville le 28 avril 1984, est un architecte, militant socialiste et résistant français.

## Biographie

### Famille
Fils d'Eugène Curvale, architecte de la ville de Toulouse, et de Jeanne Alphonsine Gril, il épouse en 1928 Yvonne Lucienne Curvale.

### Première Guerre mondiale

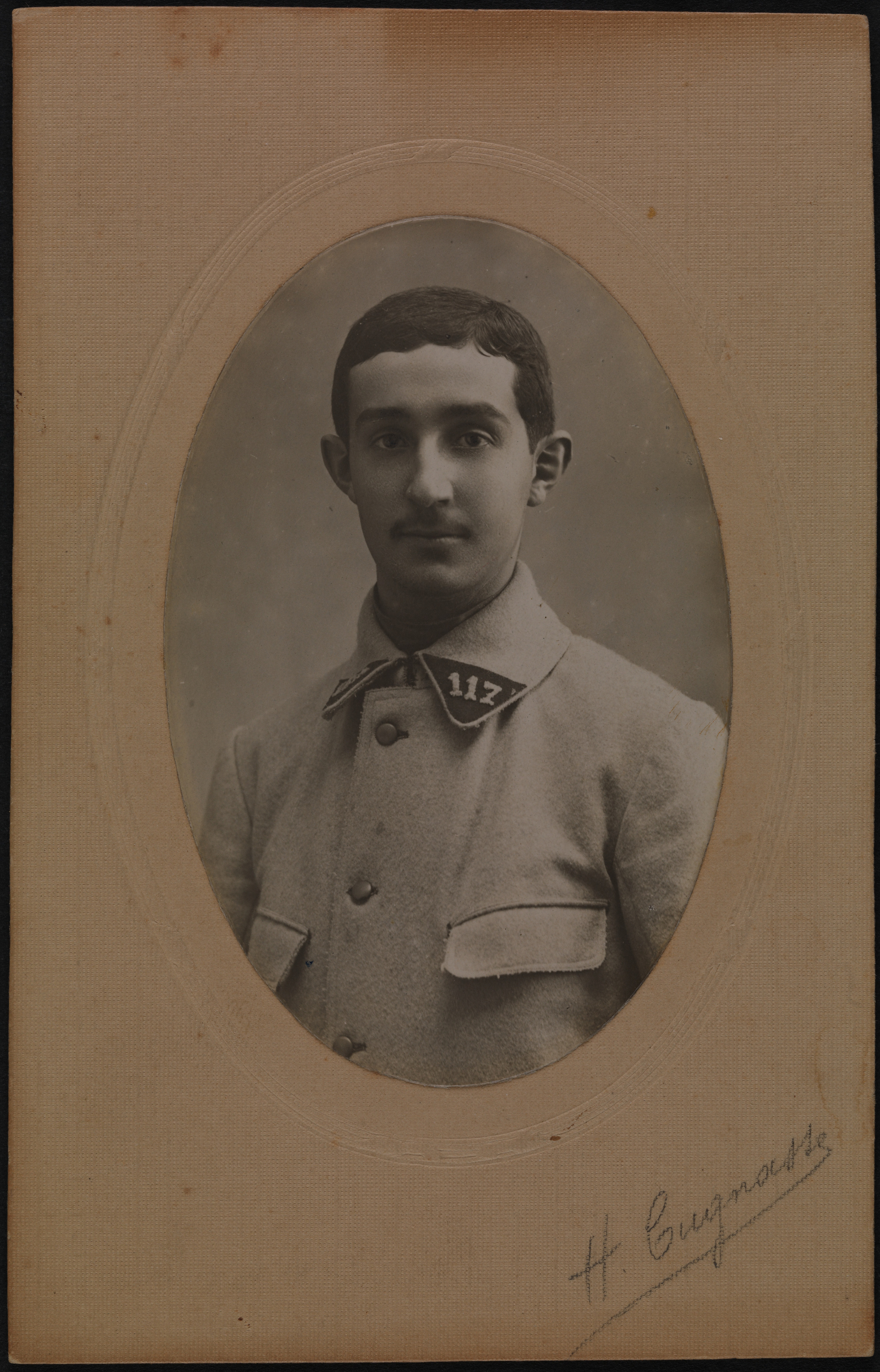
Albert Curvale soldat au 117ème régiment d'artillerie

Engagé en 1915 à 18 ans, il participe à la guerre de 14-18 à partir d'avril 1916. En octobre 1917, il revient à Toulouse après une longue maladie (méningite cérébro-spinale).

### Engagement politique
Socialiste convaincu, dès 1919 il milite ainsi que sa femme dans le parti SFIO, ainsi qu'à la section bâtiment de la CGT.
En 1929, il est trésorier de la Fédération des Jeunesses Socialistes et secrétaire de la section toulousaine en 1930. 
En 1931, il fonde avec Clément Laurent et Jean Magnas la société anonyme "La Maison de la Jeunesse".
Le janvier 1937, il est élu membre du Comité de l'Union des Syndicats confédérés de la Haute-Garonne, il représente alors les techniciens du bâtiment. 
En 1939, il est président de la Régie toulousaine et participe au Congrès du Gaz et de l’Électricité. 

### Résistant
A l'automne 1940, il participe à la création à Toulouse du mouvement de Résistance Liberté, Égalité, Fraternité. Il est membre du Comité directeur régional du mouvement de résistance Libération. Il opère alors sous l'alias "Rendu".
Sa fille Paule Curvale relate que lors de l'opération de minuit déclenchée par la Gestapo contre la résistance toulousaine dans la nuit du 13 au 14 décembre 1943, la Gestapo se rend à son domicile, rue de Strasbourg (actuelle rue de Quéven), pour l'arrêter mais il réussit à s'enfuir par l'arrière de la maison et à se cacher dans un immeuble voisin. Sa femme Yvonne, également résistante, est arrêtée et déportée. Il prend alors le maquis.
Membre du réseau de résistance Béryl et du maquis de Cazères, il participe à la libération de la région de Toulouse en août 1944.
Après la guerre, il est membre de la commission d'épuration de l'Ordre. Albert Curvale et sa femme s'opposent par la suite aux prises de position de la SFIO sur les guerres coloniales, ils rejoignent alors le Parti Socialiste Autonome.

### Architecte
À partir de 1933, il commence à exercer comme architecte des communes de Pinsaguel et de Saint-Alban, ainsi que de la compagnie d'assurances Urbaine et Seine, de la Société marseillaise de Crédit et des œuvres des Pupilles de l'école publique de la Haute-Garonne.
Après guerre, il est agréé comme architecte de la reconstruction.
Réalisations à Toulouse :
- 1932 : Habitation au lotissement Croix-Daurade pour Lacombe
- 1934 : Habitation 31, avenue de Courrège. Habitation route de Paris, lotissement Charlas pour Linon.
- 1935 : Villa pour M. Bouscasse[12]
- 1936 : Habitation 69, avenue de Launaguet et rue Andrieu pour Espaignol. Immeuble 23, rue St-Joseph.
- 1941 : Immeuble 34, rue de Cugnaux. Surélévation du 5, rue du Moulin-Bagnart.
- 1942 : Surélévation de 2 niveaux du 26, rue Volta
- 1943 : Maison 13, rue N.-Poussin, Surélévation du 26, rue Franc. Construction du chemin du Château de l'Hers.

## Distinctions
- Chevalier de la Légion d'honneur. Il est fait chevalier de la légion d'honneur pour ses faits de résistance par Vincent Auriol en mars 1947[13]

- Médaille de la Résistance française avec rosette (décret du 24 avril 1946)[14]

## Hommage
Un établissement scolaire porte son nom à Aspet, l'institut Albert-Curvale.